# Haley Batten
Pour les articles homonymes, voir Batten.
Haley Batten, née le 19 septembre 1998 à Park City (Utah), est une coureuse cycliste américaine spécialiste de VTT cross-country, ayant notamment obtenu la médaille d'argent aux jeux olympiques d'été de 2024, à Paris.

## Biographie
Haley Batten est née en septembre 1998. Elle est originaire de Park City, dans l'Utah. Elle étudie à l'université Quest, au Canada. Haley Batten remporte des titres nationaux en tant que junior et un autre au niveau U23. Elle remporte une Coupe du monde U23, et fait partie du relais de l'équipe des États-Unis aux Championnats du monde de VTT UCI 2019 qui remporte une médaille d'argent à Mont Sainte-Anne, au Canada, Haley Batten  roule pour l'équipe Clif Pro de 2016 à 2019, Specialized Racing pour 2020, Trinity Racing en 2021, puis Specialized Factory Racing à partir de 2022. 
Haley Batten  termine à la troisième place lors de sa première course de Coupe du monde XCO élite à Albstadt, en Allemagne. Le 14 mai 2021, Haley Batten remporte la course de Coupe du monde de VTT cross-country sur piste courte en Tchéquie,. Elle termine ensuite à la deuxième place de la course de Coupe du monde XCO de Nové Město, ce qui lui permet d'obtenir son billet pour les Jeux olympiques d'été de 2020 de Tokyo, répondant aux critères automatiques d'USA Cycling pour faire partie de l'équipe,.
Lors des premières Coupes du monde de 2024 au Brésil, Haley Batten remporte le bronze à Maripora XCO et le week-end suivant à Araxá, elle se classe première dans le XCC et le XCO. Ces podiums au Brésil permettent à Haley Batten d'entrer dans les maillots de leader de la XCC et de la XCO. Lors de la 3e Coupe du monde à Nové Město na Moravě, elle se classe 3e en XCC et 2e en XCO. Elle poursuit sa route jusqu'à la quatrième Coupe du monde à Val di Sole, où elle se classe première en XCO.
Les résultats de Haley Batten au Brésil la qualifie pour les Jeux olympiques d'été de 2024 à Paris. Elle y termine sur le podium de l'épreuve féminine du VTT cross-country, à la deuxième place.

## Palmarès en VTT

### Jeux olympiques
- Tokyo 2020
  - 9e du cross-country
- Paris 2024
  -  Médaillée d'argent en VTT cross-country

### Championnats du monde
- Lenzerheide 2018
  - 10e du cross-country espoirs
- Mont Sainte-Anne 2019
  -  Médaillée d'argent du relais par équipes
  - 6e du cross-country espoirs
- Leogang 2020
  - 4e du relais par équipes
  - 4e du cross-country espoirs
- Les Gets 2022
  -  Médaillée de bronze du relais mixte
  -  Médaillée de bronze du cross-country
- Pal Arinsal 2024
  -  Championne du monde du relais mixte

### Coupe du monde
- Coupe du monde de cross-country espoirs
  - 2017 : 4e du classement général
  - 2018 : 8e du classement général
  - 2019 : 5e du classement général, vainqueur d'une manche

- Coupe du monde de cross-country élites
  - 2021 : 8e du classement général, vainqueur d'une course short track
  - 2022 : 10e du classement général
  - 2023 : 18e du classement général
  - 2024 : 12e du classement général

- Coupe du monde de cross-country short track
  - 2023 : 14e du classement général
  - 2024 : 14e du classement général, vainqueur d'une manche

### Championnats panaméricains
- Aguascalientes 2019
  -  Championne panaméricaine de cross-country espoirs
  -  Médaillée d'argent du relais par équipes
- Midway 2024
  -  Championne panaméricaine du cross-country
  -  Championne panaméricaine du cross-country short track
  -  Championne panaméricaine du relais mixte

### Championnats des États-Unis
- 2015
  -  Championne des États-Unis de cross-country juniors
- 2016
  - 2e du cross-country juniors
  - 2e de l'enduro juniors
- 2017
  -  Championne des États-Unis de cross-country espoirs
- 2018
  - 2e du cross-country espoirs